# Dennis Grey
Dennis Grey (San Diego, 26 agosto 1947) è un ex cestista statunitense, professionista nella ABA.